# Demogorgon

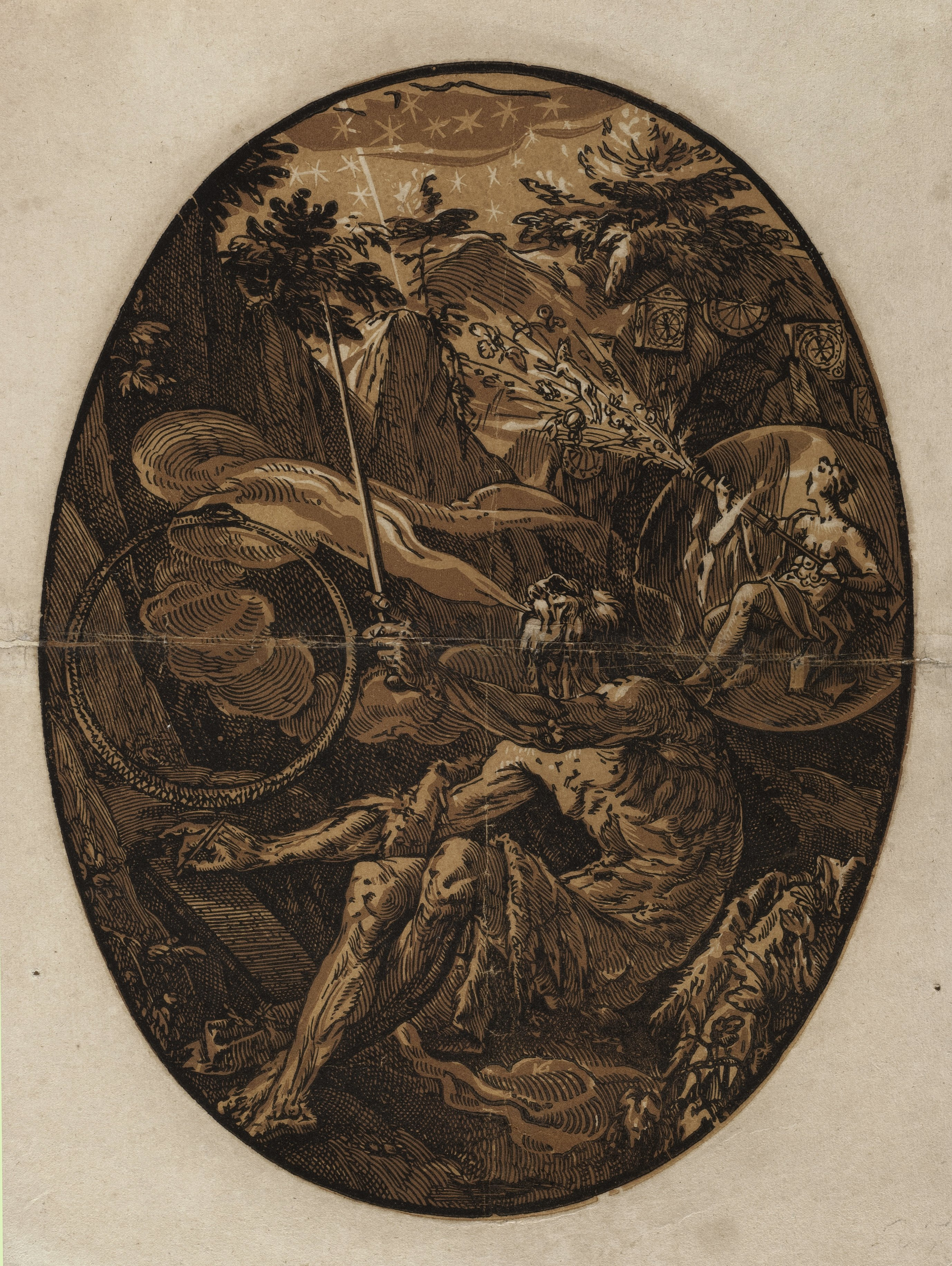
Demogorgon en la Cueva de la Eternidad de Hendrick Goltzius.

En la Antigüedad se conoce como Demogorgon o Demogorgón (de daimon, δαιμών, «genio», y γεωργός, georgos, «que trabaja la tierra») a una entidad mistérica con rasgos de deidad suprema y primordial, creador de la Tierra y también un demon asociado al inframundo o infierno. Demogorgon es especialmente mencionado por literatos del Renacimiento. Su nombre procede probablemente de una mala interpretación o traducción que hizo un copista desconocido de un comentario sobre Lactancio Plácido: «Demogorgon» no es más que un término deformado que proviene de «demiurgo», el vocablo original. A pesar de que posee una clara influencia de la mitología clásica lo cierto es que también tiene raíces en el neoplatonismo y el mitraísmo. Los mitos y narraciones en los que aparece Demogorgon acaso pudieran entenderse bajo el prisma de la pseudo-mitología.

## Etimología
Los orígenes del nombre demogorgon no están del todo claros, aunque probablemente nos encontremos con una interpretación errónea del griego δημιουργόν (dēmiourgón, caso acusativo de δημιουργός, «demiurgo») basada en las variaciones manuscritas de la primera referencia explícita conocida en Lactancio Plácido. Boccaccio, en su influyente Genealogia deorum gentilium, cita una obra hoy perdida de Teodoncio y la reconocida fuente bizantina de ese maestro «Pronápides el ateniense» como autoridad para la idea de que Demogorgon es el precursor de todos los dioses. El historiador del arte Jean Seznec concluye que «demogorgon es un error gramatical, convertido en dios».
Entre las variantes del nombre citadas por Ricardus Jahnke figuran las latinas demoirgon, emoirgon, demogorgona, demogorgon, y el primer editor crítico Friedrich Lindenbrog conjeturó en 1600 que "δημιουργόν" era el prototipo. Varias otras teorías sugieren que el nombre se deriva de una combinación de las palabras griegas δαίμων daimon ('espíritu' dadas las connotaciones cristianas de 'demonio' a principios de la Edad Media), y γοργός gorgós ("rápido") o Γοργών, Gorgṓn (Gorgona), los monstruos de la mitología griega antigua que aparecen por primera vez en la Teogonía de Hesíodo.

## Naturaleza filosófica
Demogorgon es el símbolo de la Naturaleza bajo cuya denominación se le representa y la divinidad madre, esposa o hija de Júpiter. En la Artemisa de Éfeso se vio que sus emblemas ofrecían la Naturaleza con todas sus perfecciones. Por este motivo la antigüedad admitió y sostuvo la creencia de que existía un dios particular de la naturaleza humana, el cual por lo que parece debió ser el que conocemos con el nombre de Genio. En el sistema del platonismo, del que habla Virgilio en sus bellos y armoniosos versos copiados y comentados por Spinoza, es la Naturaleza, el Supremo Hacedor, el dios que reúne en sí mismo todos los seres.
El historiador y mitógrafo francés Jean Seznec determina en Demogorgon una alusión al Demiurgo («Artesano» o «Hacedor») del Timeo de Platón.
En el drama lírico del Prometeo liberado de Percy Bysshe Shelley Demogorgon es el vástago de Júpiter y Tetis que acaba destronando a Júpiter. Nunca se menciona si Demogorgon, representado como un espíritu oscuro e informe, es femenino o masculino. La teoría de que el nombre de Demogorgon procede de los griegos demos y gorgos puede ser la base de su uso en este texto como alusión a un pueblo políticamente activo y revolucionario.
También existe un poema homónimo, Demogorgon, escrito por Fernando Pessoa. El autor invoca a Demogorgon en su lírica pues teme volverse loco al conocer la verdadera naturaleza y desvelar el misterio de la vida.